# Ножай-Юрт
Ножай-Юрт  (чеч. Нажи-Йурт)— село в Чечні, адміністративний центр Ножай-Юртовського району.

## Географія
Село знаходиться в східній частині Чечні, за 111 кілометрів на південний схід від Грозного, недалеко від кордону з Дагестаном, за 30 кілометрах на південно- захід від Хасав'юрта, на річці Ямансу (притока річки Аксай).

## Історія
Село засноване в 1810 році.
В 1944 році, після депортації чеченців і інгушів та ліквідації Чечено-Інгушської АРСР, селище Ножай-Юрт було перейменовано в Андалали і заселено вихідцями із сусіднього Дагестану. Після відновлення Чечено-Інгушської АРСР населеному пункту повернули колишню назву Ножай-Юрт. Дагестанці були переселені назад в Дагестан.

## Населення
Населення — 6744 осіб.
Національний склад
Національний склад населення села за даними  Всеросійського перепису населення 2010 року:
| Народ                      | Чисельність, чол. | Частка від усього населення,% |
| -------------------------- | ----------------- | ----------------------------- |
| Чеченці                    | 5858              | 86,86 %                       |
| Росіяни                    | 320               | 4,74 %                        |
| Аварці                     | 217               | 3,22 %                        |
| Кумики                     | 90                | 1,33 %                        |
| Лезгини                    | 41                | 0,61 %                        |
| Лакці                      | 32                | 0,47 %                        |
| Інші                       | 180               | 2,67 %                        |
| Не зазначили і відмовилися | 6                 | 0,09 %                        |
| Усього                     | 6744              | 100,00 %                      |

## Економіка
В Ножай-Юрті розташований цегельний завод. Завод був зруйнований під час Першої чеченської війни в 1994 році, в 2006 році відновлений. Виробнича потужність заводу — 8 мільйонів цеглин на рік.